# Плато (држава)
Плато је једна од савезних држава Нигерије. Налази се у централном делу земље у појасу Џос платоа по коме је и добила име. Главни град државе је град Џос. 
Држава Плато је формирана 1976. године. Заузима површину од 30.913 km² и има 3.178.712 становника (подаци из 2006). 